# Il respiro del diavolo
Il respiro del diavolo (Whisper) è un film del 2007 diretto da Stewart Hendler, distribuito in Italia il 23 gennaio 2009.

## Trama
L'ex malvivente Max Truemont prova a condurre una vita onesta assieme alla fidanzata Roxanne, con la quale sogna di aprire un ristorante. Quando però la banca gli nega l'ennesimo prestito, Max si fa coinvolgere nuovamente in attività criminali, in ciò spinto dal vecchio amico Sydney. Accetta quindi di rapire a scopo di estorsione un bambino di otto anni, David Sandborn, figlio unico di una ricca famiglia. Con l'aiuto di Roxanne, Max rapisce in effetti il bambino e lo porta poi in un capanno isolato nei boschi, dove ad attenderli ci sono Sydney e il suo scagnozzo Vince.
Nel capanno si respira una tensione palpabile: sospetti e vecchie ruggini tornano a galla. A rendere ancora più tesa la situazione, iniziano a verificarsi fatti misteriosi e sinistri. Max e suoi soci si rendono conto, a un certo punto, che David possiede doti paranormali e che nasconde un lato oscuro, capace di mettere i suoi rapitori l'uno contro l'altro, tra visioni demoniache e orribili morti annunciate.
Poco alla volta, David porta alla morte quasi tutti i protagonisti, perfino la sua madre adottiva, che è in realtà la vera mandante del rapimento; la donna, infatti, era esausta dei continui capricci del ragazzo e aveva capito che in lui si celava qualcosa di malefico. David riesce anche a manipolare la mente di Roxanne, portandola a cercare l'uccisione di Max, ma le cose non vanno come previsto dal bambino. Alla fine, è difatti lui a uccidere la sua fidanzata. David a questo punto si rivela: il suo spirito demoniaco sta reclutando anime peccatrici e che anche Max farà parte di quelle anime. Il bambino invita quindi il suo rapitore a suicidarsi... ma Max si ribella, gli dà una caccia spietata e infine lo uccide.
Il film si conclude con un Babbo Natale che riceve da Max tutti i soldi che gli erano stati promessi dalla madre di David. L'ex malvivente adesso è solo, ha perso i suoi amici e la sua fidanzata, e tutti i suoi sogni.